# 오세암 (1990년 영화)
"오세암"은 한국에서 제작된 박철수 감독의 1990년 드라마 영화이다. 김혜수 등이 주연으로 출연하였고 이태원 등이 제작에 참여하였다. 불교와 가톨릭 사이의 화해에 관해 다루고 있다.

## 출연

### 주연
- 김혜수
- 심재림
- 서예진
- 조상건

### 조연
- 최종원
- 김용림
- 조형기
- 남포동
- 송옥숙
- 천호진
- 홍충길
- 김현진
- 안용남
- 안병경
- 오세강
- 조주미
- 박용팔
- 김애라
- 유명순
- 전숙
- 최성관
- 이설산
- 이석구
- 정영국

## 기타
- 원작자 : 정채봉
- 제작실장 : 전융행
- 제작부장 : 노평철
- 조명 : 차정남
- 스틸 : 양기주
- 조연출 : 김영섭, 강구택, 최준상
- 스크립터 : 배한천
- 음향 : 김병수, 양대호
- 동시녹음 : 소원종, 김범수
- 미술 : 도용우
- 옵티컬 : 윤종두
- 분장 : 이동민
- 붐오퍼레이터 : 황성기
- 소품 : 김호길
- 자문 : 지용 스님

## 같이 보기
- 한국 영화